# クプラ・レオン
クプラ・レオン（CUPRA LEON）は、セアトが製造し、クプラブランドで販売されている（Cセグメント）5ドアハッチバック及びステーションワゴンである。

## 概要
ベースは4代目セアト・レオンでありながら、最大310psを発揮するハイパフォーマンスモデルである。ボディタイプは5ドアハッチバックとロングボディのステーションワゴンを設定。
パワートレインはガソリンエンジンとPHEVから選択できる。PHEVのレオンeハイブリッドは、150psを発生する1.4Lのガソリンエンジンと115psの電気モーター、13kWhのバッテリーを組み合わせ、合計245ps、40.8kg-mのトルクを発揮。また、ガソリン車は5ドアハッチバックとステーションワゴンともに、2.0LのTSIガソリンエンジンを搭載し、ステーションワゴンには、パワフルな310psのモデルも用意されている。
エクステリアは、ベースのレオンと比べ、フロントスプリッターやエアインテークを大型化し、ルーフスポイラーや専用のクプラエンブレムも装備。ルーフラインは3mm低く、車高もフロントを25mm、リアを20mm下げている。専用エキゾースト（245ps仕様には2本出し、300ps仕様には4本出し）パイプを採用。全モデルにフルLEDのヘッドライトとテールライトが装備されている。また、18インチのアルミホイールが標準装備となっているが、オプションで19インチアルミホイールと370mmのブレンボ製ブレーキも選べる。インテリアには、スポーツシート、エンジンスタートボタンとドライブモード選択ボタン付きのステアリングホイール、10.1インチのセンタータッチスクリーン、専用のスポーツビューモード付きのデジタルメーターを採用し、Android AutoとApple CarPlayも搭載。LEDアンビエントライトのほか、エクステリアに合わせてカッパー色のアクセントが施されている。

### グレード構成（英国仕様）
- VZ1・VZ2 主な装備[2]
  - ブラック、シルバー塗装の18インチアルミホイール
  - ナビゲーション付き12インチタッチスクリーン

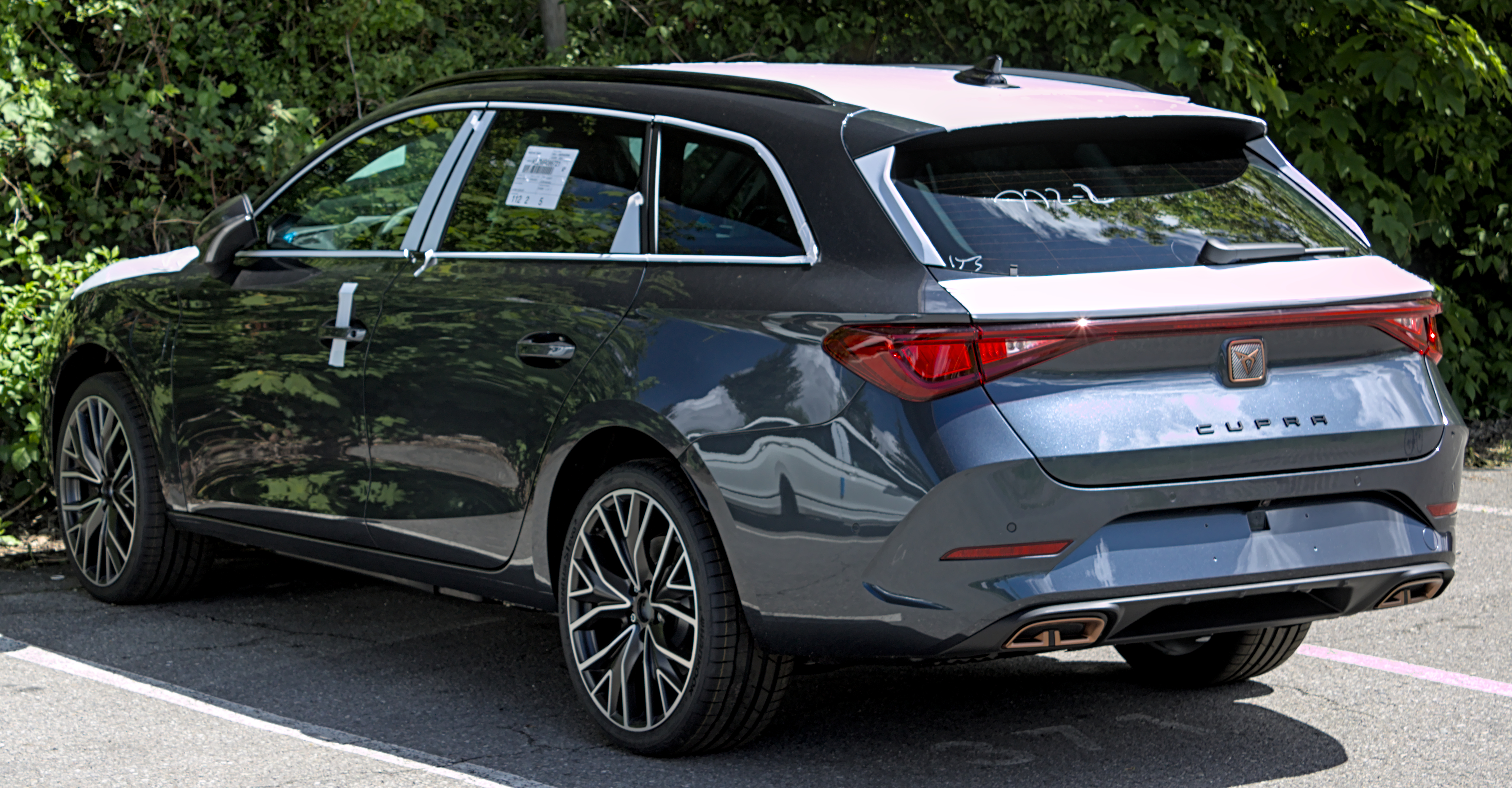
STリア
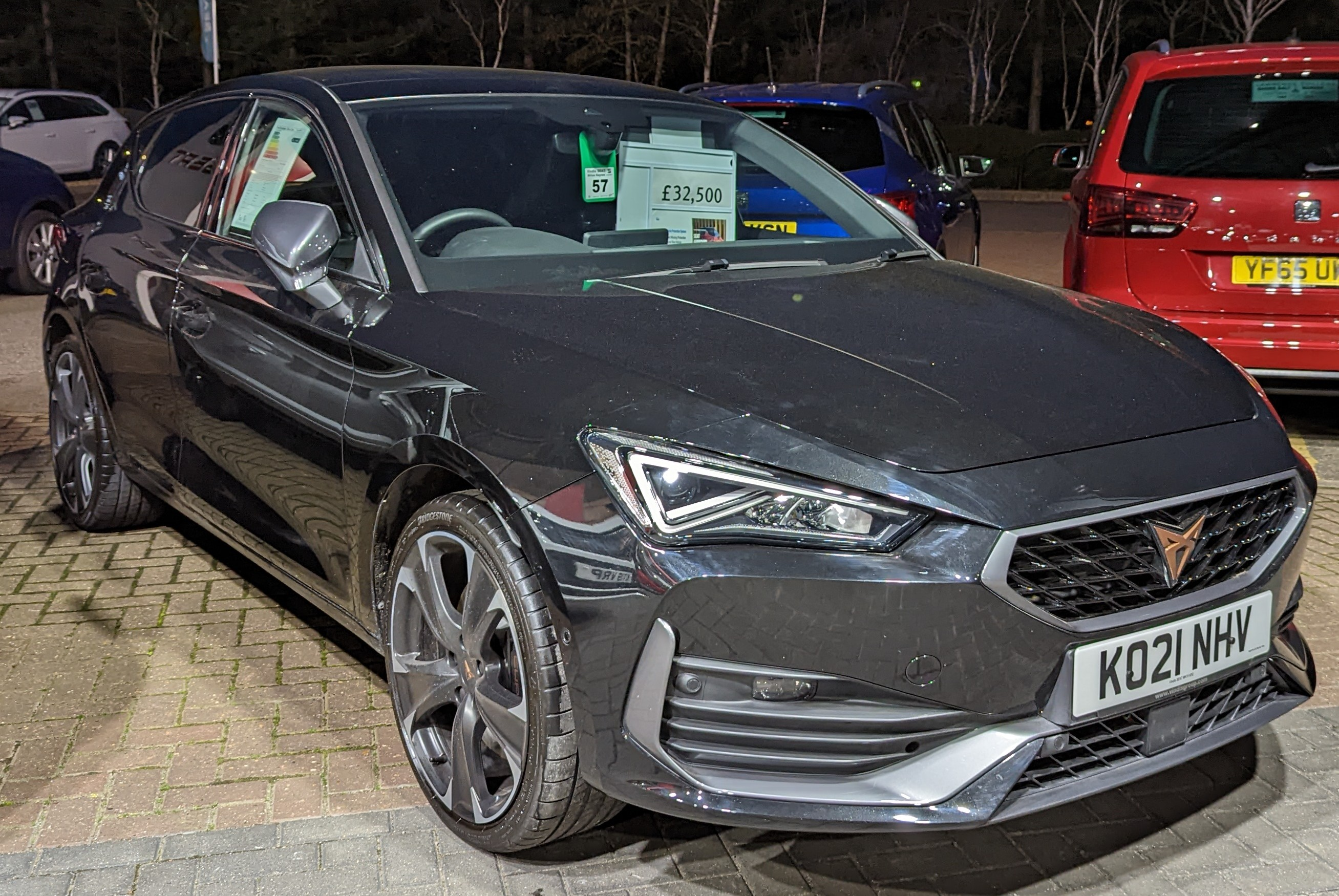
VZ2 PHEV
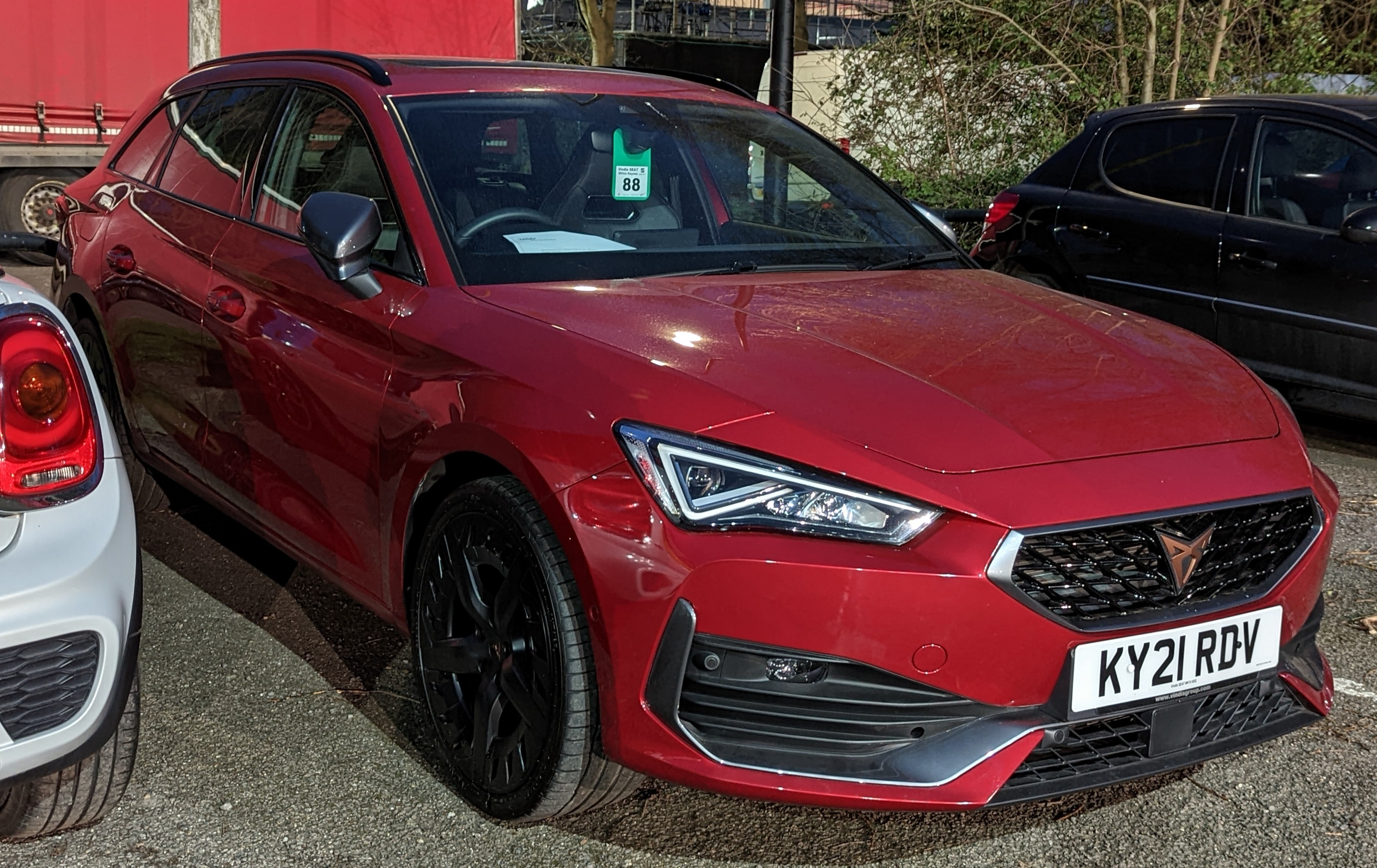
VZ3 PHEV

  - デジタルメーター
  - インテリアアクセサリー照明
  - LED ヘッドライトとリア一文字テールランプ
  - ステアリングヒーター

- VZ3 主な装備
  - ブラック、シルバー塗装の19インチエアロダイナミックアルミホイール
  - ナビゲーション付き12インチタッチスクリーン
  - デジタルメーター
  - インテリアアクセサリー照明
  - フロントシートヒーター
  - マトリックスLEDヘッドライト
  - スーパースポーツステアリングホイール

- STリア
- VZ2 PHEV
- VZ3 PHEV